# 安迪·海
安迪·海（英語：Andy Hay，1964年2月18日—），新西兰男子赛艇运动员。他曾代表新西兰参加世界赛艇锦标赛，获得二枚金牌。他也参加了1984年夏季奥林匹克运动会。